# Blekgul nunneört
Blekgul nunneört (Pseudofumaria alba) är en vallmoväxtart. Blekgul nunneört ingår i släktet bleknunneörter, och familjen vallmoväxter.

## Underarter
Arten delas in i följande underarter:
- P. a. acaulis
- P. a. alba
- P. a. leiosperma

## Bildgalleri

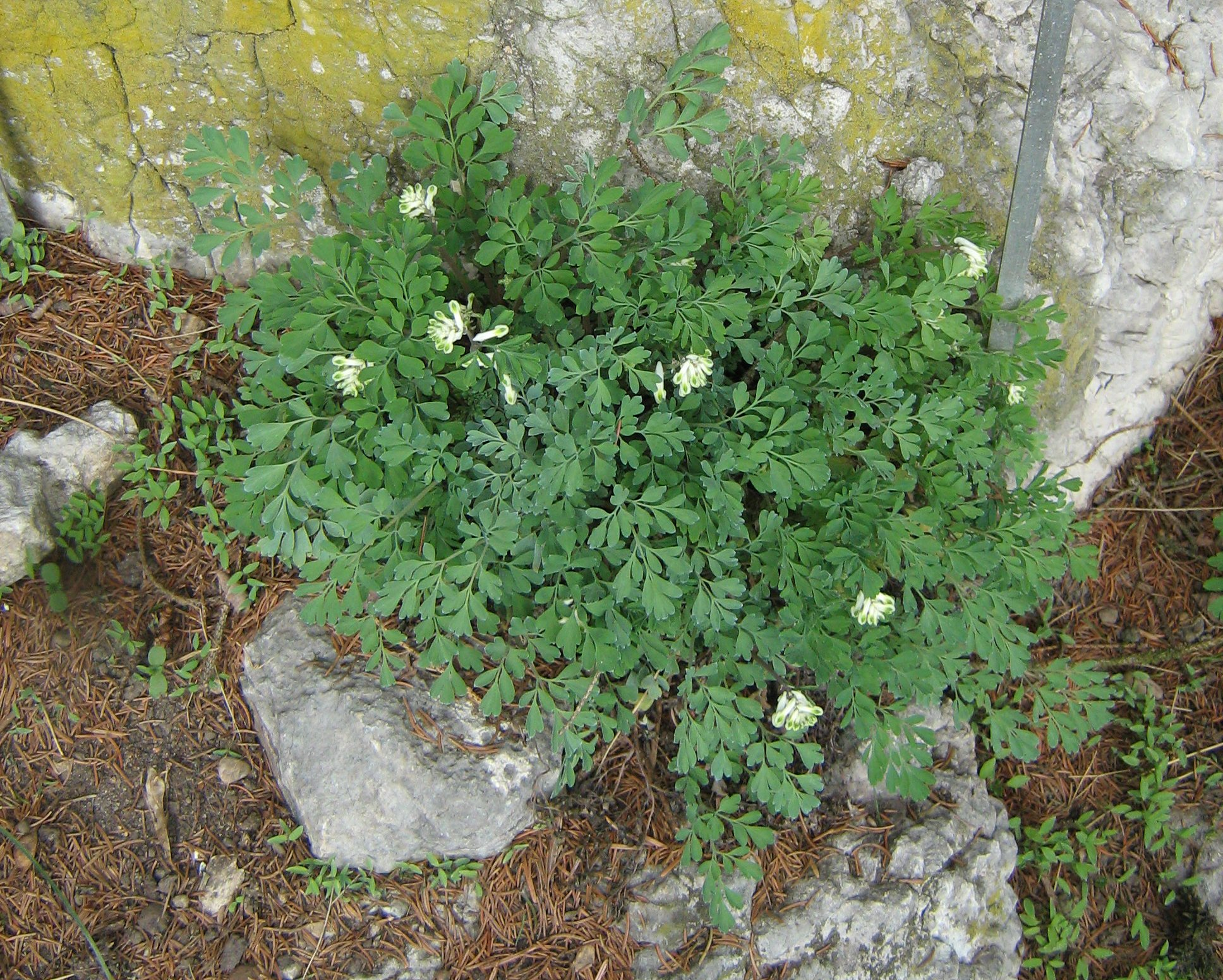
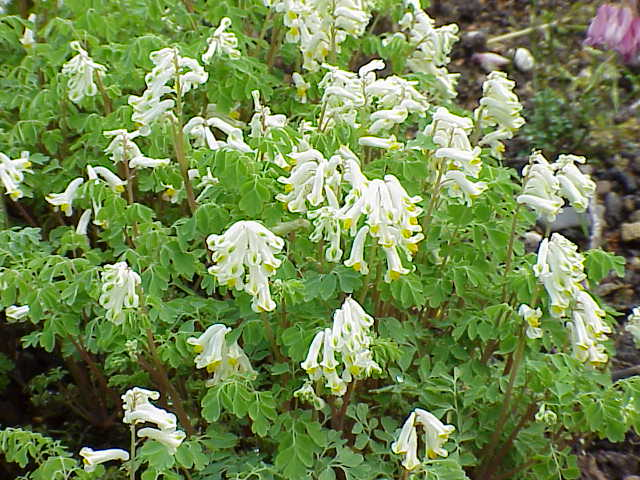
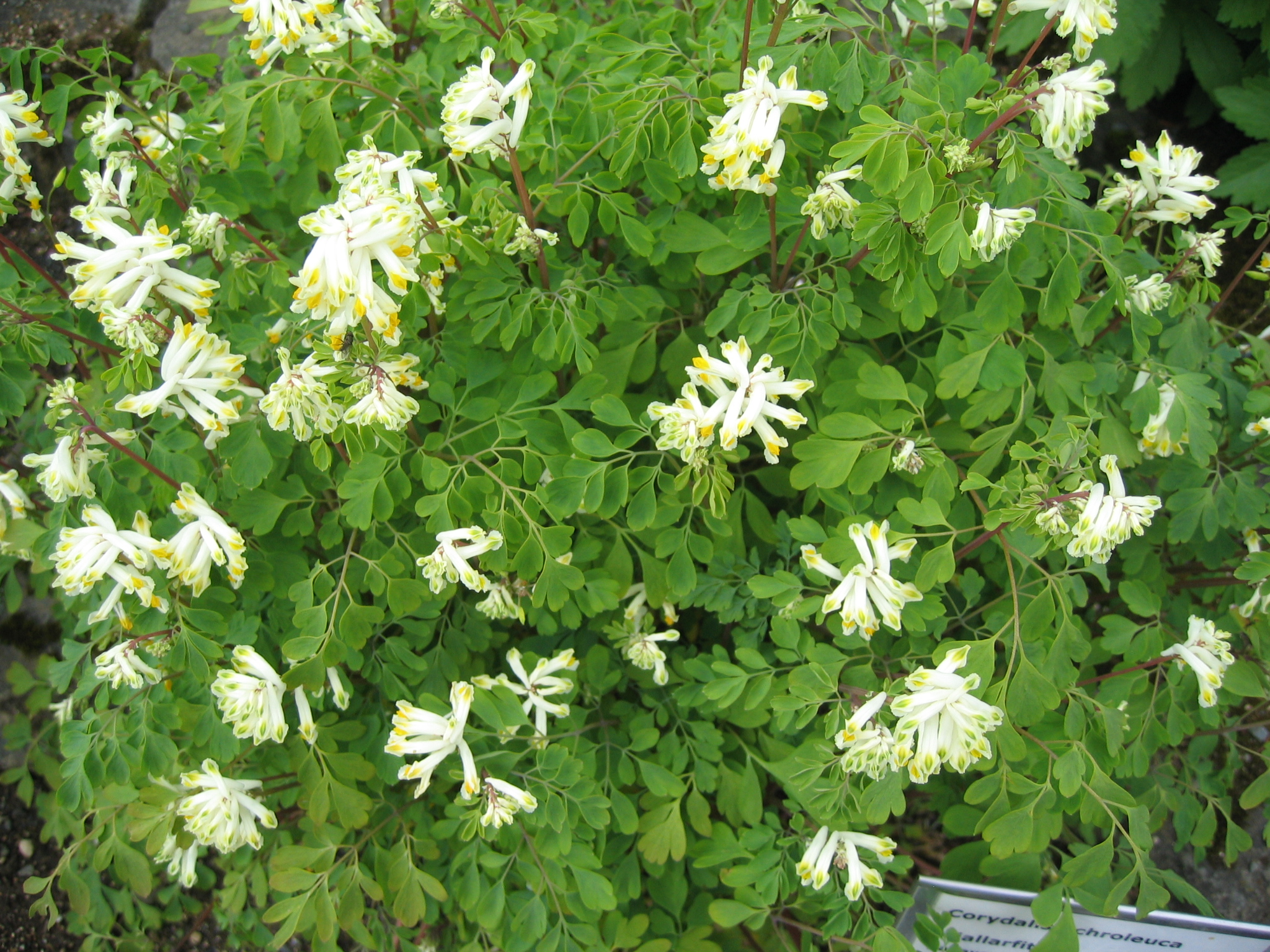
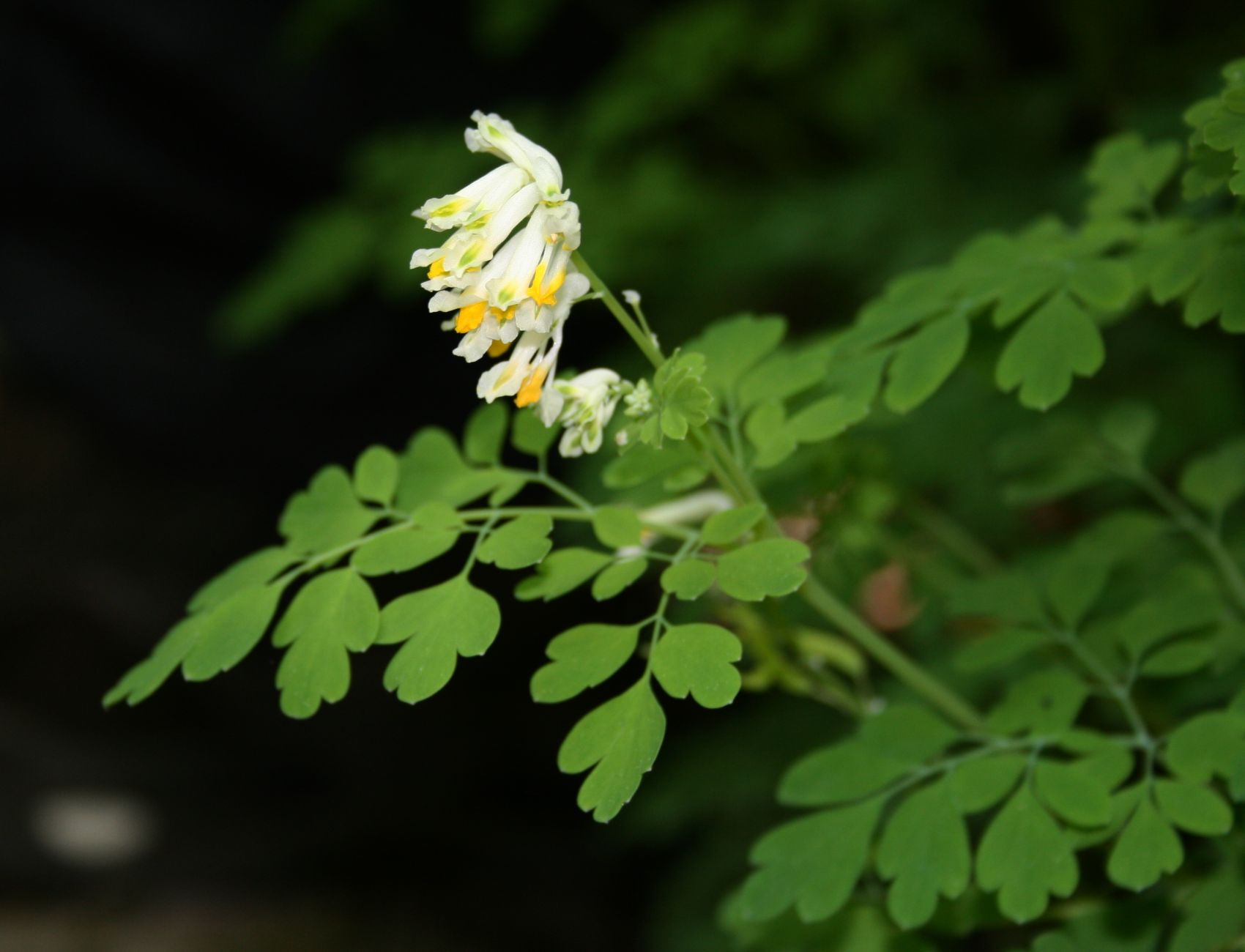
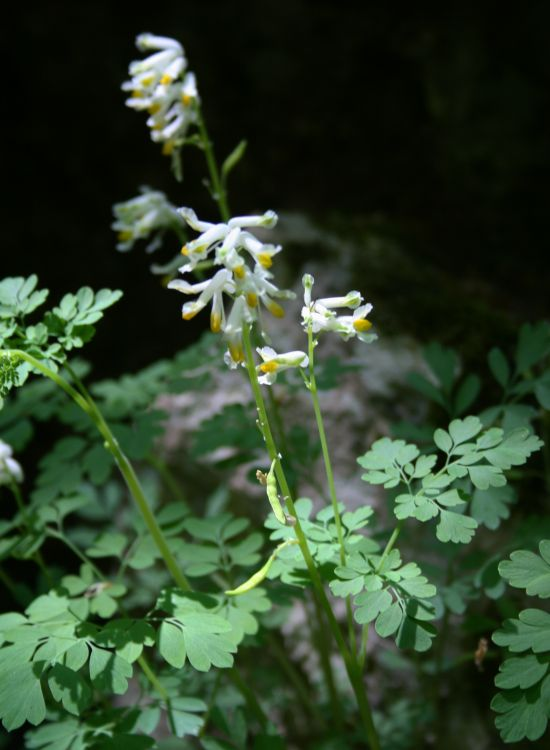
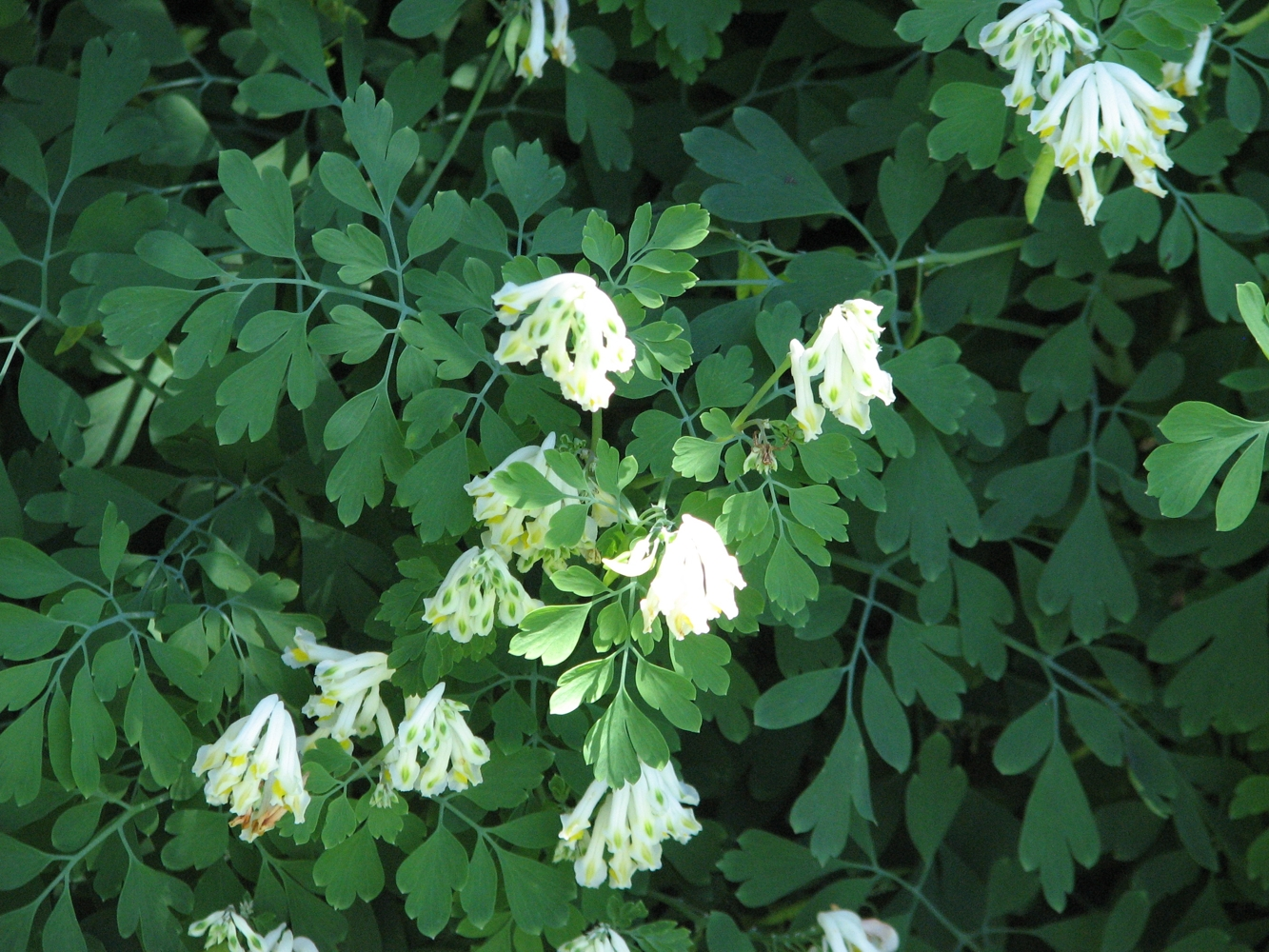